# Soehrensia bruchii
Soehrensia bruchii ist eine Pflanzenart aus der Gattung Soehrensia in der Familie der Kakteengewächse (Cactaceae). Das Artepitheton bruchii ehrt den argentinischen Fotografen und Entomologen Carlos Bruch (1869–1943).

## Beschreibung
Soehrensia bruchii wächst in der Regel einzeln. Die niedergedrückt kugelförmigen Triebe erreichen Durchmesser von bis zu 50 Zentimeter. Es sind bis zu 50 und mehr, niedrige, deutliche Rippen vorhanden, die zwischen den Areolen etwas aufgeblasen oder gehöckert sind. Die darauf befindlichen Areolen sind weiß. Aus ihnen entspringen zwölf bis 15 ausgebreitete, gelbliche oder braune Dornen.
Die tiefroten Blüten erscheinen in der Nähe des Triebscheitels und öffnen sich am Tag. Sie werden 4 bis 5 Zentimeter lang und weisen ebensolche Durchmesser auf.

## Verbreitung und Systematik
Soehrensia bruchii ist in den argentinischen Provinzen Catamarca, Tucumán, Jujuy, Salta und möglicherweise La Rioja verbreitet.
Die Erstbeschreibung als Lobivia bruchii durch Nathaniel Lord Britton und Joseph Nelson Rose wurde 1922 veröffentlicht. Curt Backeberg stellte die Art 1942 in die Gattung Soehrensia. Weitere nomenklatorische Synonyme sind Eriosyce bruchii (Britton & Rose) Backeb. (1936), Echinopsis bruchii (Britton & Rose) A.Cast. & H.V.Lelong (1943), Lobivia formosa subsp. bruchii (Britton & Rose) Rausch (1975), Trichocereus bruchii (Britton & Rose) F.Ritter (1980), Echinopsis bruchii (Britton & Rose) H.Friedrich & Glaetzle (1983), Lobivia formosa var. bruchii (Britton & Rose) Rausch (1987), Echinopsis formosa subsp. bruchii (Britton & Rose) M.Lowry (2002) und Trichocereus formosus subsp. bruchii (Britton & Rose) Guiggi (2012). Darüber hinaus wurden zahlreiche weitere Taxa als Synonym in die Art einbezogen.

## Nachweise